# Daniele Crespi

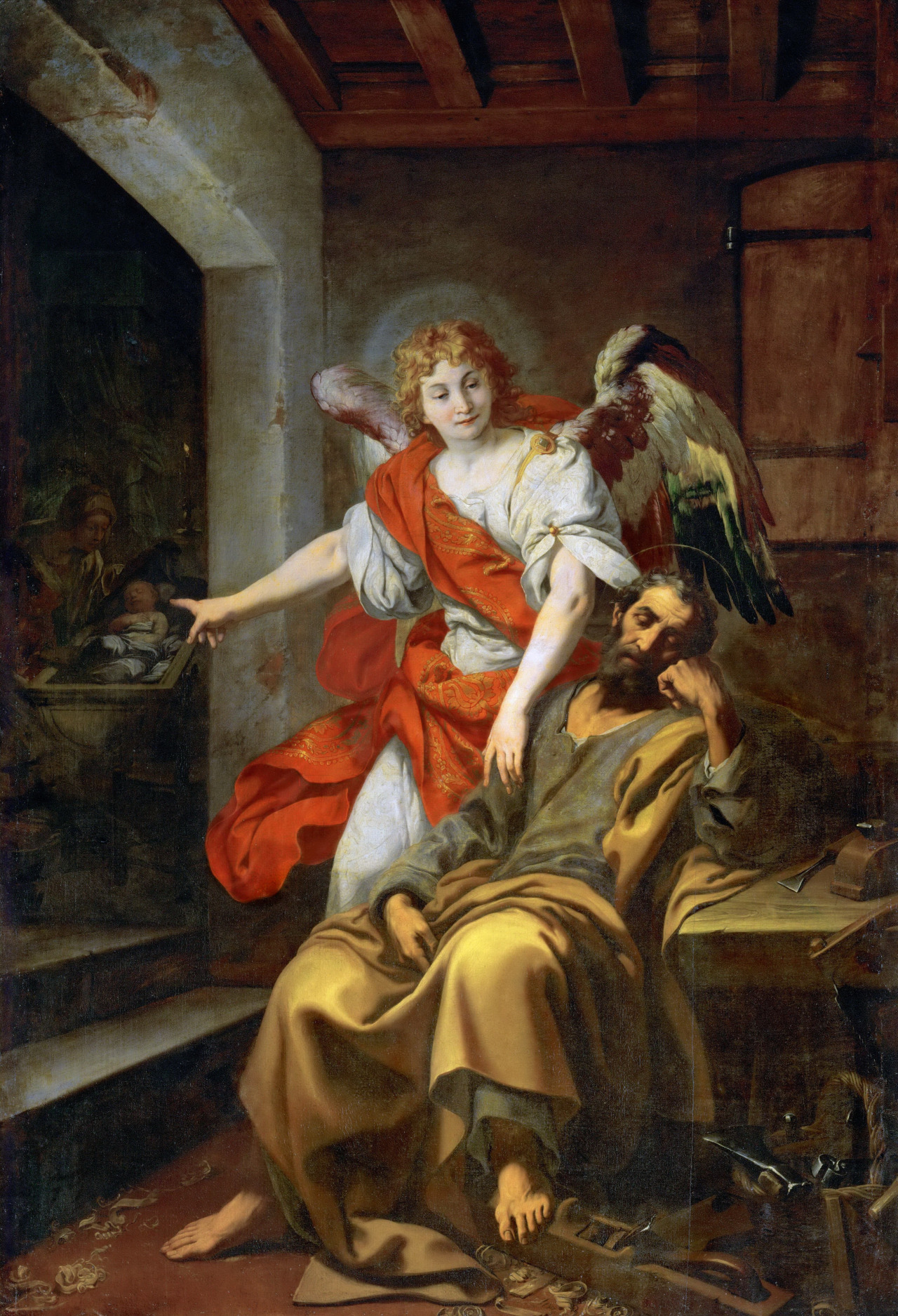
Daniele Crespi, Sen św. Józefa (1620-30), Wiedeń, Kunsthistorisches Museum

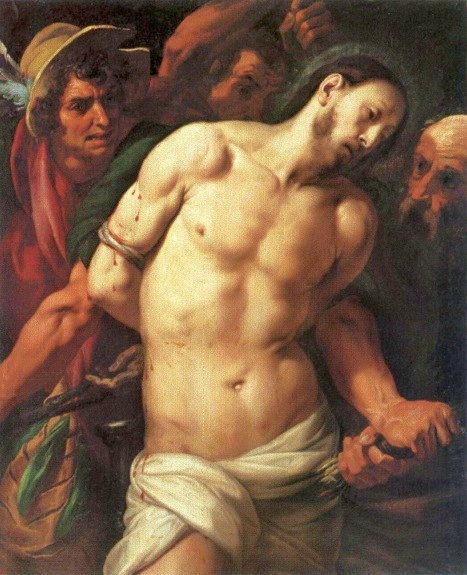
Daniele Crespi, Biczowanie Chrystusa (1625-1630), Muzeum Narodowe w Warszawie

Daniele Crespi (ur. ok. 1598 w Busto Arsizio, zm. w 1630 w Mediolanie) – włoski malarz okresu późnego manieryzmu.
Uczył się w Mediolanie u Giovanniego Battisty Crespiego i Giulia C. Procacciniego.
Malował obrazy religijne i portrety. Jego styl odznacza się wyrazistym układem poruszonych postaci, realistycznie oddaną przyrodą i lśniącym kolorytem. Jego portrety wykazują wpływ Tycjana.

## Dzieła
- Biczowanie Chrystusa – Madryt, Prado
- Biczowanie Chrystusa – Warszawa, Muzeum Narodowe
- Ostatnia Wieczerza (1624-25) – Mediolan, Pinacoteca di Brera
- Pietà (ok. 1626) – Madryt, Prado
- Sen św. Józefa (1620-30) – Wiedeń, Kunsthistorisches Museum
- Wielki Post św. Karola Boromeusza (1628) – Mediolan, S. Maria della Passione
- Złożenie do grobu – Budapeszt, Muzeum Sztuk Pięknych

## Obrazy w Polsce
W Polsce znajdują się dwa dzieła artysty, są to Chrystus w Ogrójcu i Biczowanie Chrystusa (Muzeum Narodowe w Warszawie). Ten pierwszy podarowany przez cesarza Prus w 1836 roku dla ewangelickiego kościoła św. Gustawa w Wąbrzeźnie, znajdował się tam w ołtarzu głównym. W 1980 roku przekazany w depozyt do Muzeum Diecezjalnego w Pelplinie. Nie ma go tam w stałej ekspozycji.